# Ortracis conserta
Ortracis conserta är en insektsart som först beskrevs av Walker 1857.  Ortracis conserta ingår i släktet Ortracis och familjen Flatidae. Inga underarter finns listade i Catalogue of Life.